# Amador Marqués Atés
Amador Marqués Atés   (Vielha e Mijaran, 23 de setembre de 1984) és un polític català. És exalcalde de Bossòst i el primer diputat aranès de la història al Congrés espanyol.

## Trajectòria
Llicenciat en Periodisme per la Universitat Autònoma de Barcelona, es va formar en Filosofia i Teologia a la Universitat Nacional d'Educació a Distància. Fora de l'àmbit polític, col·labora com a columnista fent articles d'opinió en llengua aranesa per al diari Segre.
D'ençà del 2006 forma part del partit Unitat d'Aran, del qual és el secretari de Comunicació i Relacions Externes. Així doncs, després de les eleccions municipals de 2015 va ocupar l'alcaldia de Bossòst. Va ser renovat com a batlle per majoria absoluta en les eleccions següents, celebrades el 2019. Tanmateix, en la convocatòria del 2023, va ser substituït per Montserrat Antonia de Burgos Barbé, membre de Vesins e Vesies de Bossòs, atès un pacte de la formació amb Convergència Democràtica Aranesa que va deixar el partit de Marqués a l'oposició.
D'altra banda, en les eleccions araneses del 2019 va ser elegit conseller del Consell General d'Aran. Paral·lelament, pels resultats de les eleccions generals, va prendre el càrrec de diputat a la Diputació de Lleida com a representant i portaveu d'Unitat d'Aran. Hi feia les intervencions en aranès. D'afegitó, el 2020 va ser nomenat president de la comissió de Territori i Despoblació de la Federació Nacional de Municipis amb Centrals Hidroelèctriques i Embassaments. Després de la legislatura 2019-2023, va decidir abandonar aquesta posició.
Entre el 2011 i el 2015 va ser tinent d'alcalde de Bossòst i entre el 2007 i el 2011 va exercir com a cap de Gabinet del Síndic d'Aran i de Comunicació del Consell General d'Aran.
En les eleccions generals de 2023, va accedir al Congrés dels Diputats com a representant del Partit dels Socialistes de Catalunya a la circumscripció de Lleida. És l'únic membre de la XV legislatura de les Corts Espanyoles que prové de l'Alt Pirineu i Aran, com també el primer aranès de la història. Mentrestant, exerceix de vicesíndic primer del Consell General d'Aran i de conseller del Departament de Governació, Innovació, Economia i Turisme.

## Ideologia
És favorable de la promoció de l'aranès i de l'autogovern d'Aran.

## Vida personal
En el temps de lleure fa muntanyisme. També és afeccionat de la lectura i l'escriptura.